# Parowozownia Wolsztyn

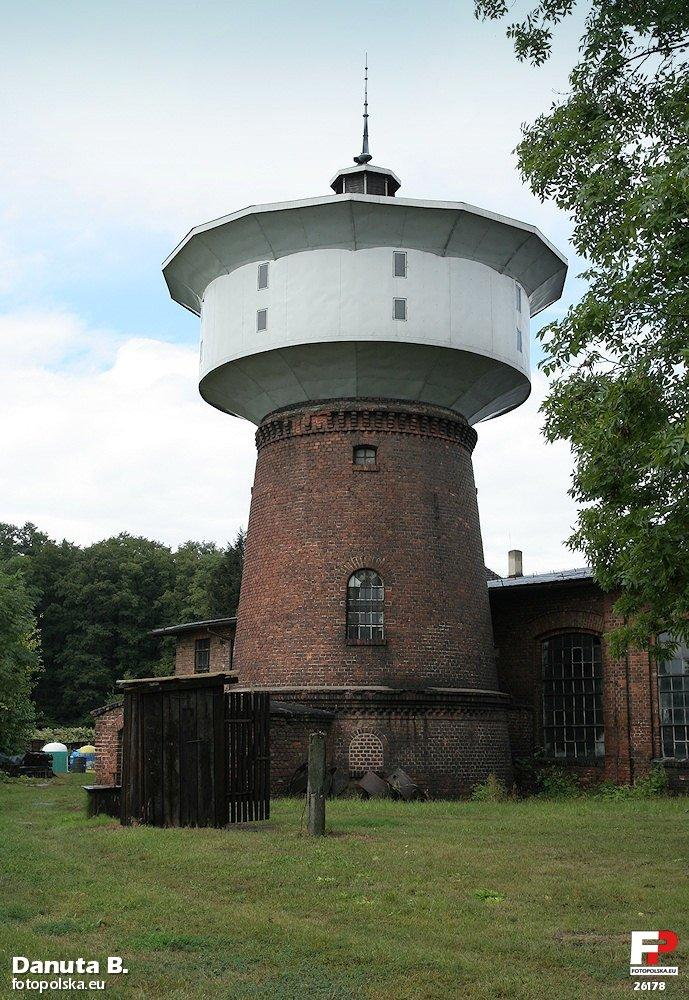
Zabytkowa wieża wodna

Parowozownia Wolsztyn – zabytkowa parowozownia zlokalizowana w Wolsztynie w województwie wielkopolskim.

## Historia
Pierwszego czerwca 1886 roku została otwarta linia kolejowa z Wolsztyna do Zbąszynia. W 1896 roku została wybudowana linia kolejowa do Leszna. Równolegle z budową linii trwała rozbudowa obiektów stacyjnych oraz zaplecza w Wolsztynie. W 1907 roku na wschodnim krańcu stacji została wybudowana czterostanowiskowa hala parowozowa z wieżą wodną, kanałem oczystkowym, zasiekiem węglowym oraz obrotnicą o średnicy 16 metrów, zbudowaną w 1912 roku według typowego pruskiego projektu. W skład parowozowni wchodziła ponadto stolarnia, magazynki warsztat ślusarski, szatnia i umywalnia. Parowozownia wolsztyńska obsługiwała głównie odcinki lokalne. W 1909 roku parowozownię powiększono do ośmiu stanowisk. Stacjonowały tutaj dwa parowozy serii pruskiej T3 oraz pruskie parowozy T93. 
Podczas drugiej wojny światowej obiekty parowozowni pozostały nieuszkodzone. Po wkroczeniu wojsk niemieckich obiekt pozostał pod niemiecką administracją. Po zakończeniu wojny zakres pracy węzła wolsztyńskiego nie uległ dużym zmianom. 
W 1949 roku obrotnica została przedłużona, z powodu pojawienia się dłuższych parowozów, do 20 metrów przy użyciu obrotnicy z Kożuchowa. Nastąpił rozkwit ruchu towarowego. W początku lat pięćdziesiątych zakres pracy parowozowni powiększył się o obsługę pociągów tranzytowych z Leszna Grzybowa do Gubina. W związku z tym wprowadzono parowozy towarowe serii Ty2 oraz do pociągów osobowych OKi2. W 1976 roku placówkę przemianowano na parowozownię I klasy. W Wolsztynie wprowadzono parowozy Ol49 jako podstawowa lokomotywa do pociągów pasażerskich w zamian za parowozy Ok1. W roku 1982 lokomotywownia przestała być jednostką samodzielną oraz została przyporządkowana lokomotywowni w Lesznie. 
W 1991 roku decyzją Zachodniej DOKP w Poznaniu jednostka została przemianowana na Parowozownię Wolsztyn, ponieważ od początku stacjonowały tu tylko lokomotywy parowe. W tym samym roku została zorganizowana na zamówienie niemieckich miłośników kolei pierwsza Parada Parowozów. Zainteresowanie spowodowało, że w kolejnym roku zorganizowano dwie dodatkowe parady. Licznie zgromadzona publiczność mogła podziwiać zabytkowe lokomotywy 8 maja 1993 roku. W 2002 roku obrotnica parowozowni została przedłużona do 20,5 metra. W tym samym roku Poczta Polska wydała okolicznościową serię 4 znaczków pocztowych z czynnymi parowozami z Wolsztyna. 
W 2003 roku spółka PKP Cargo przejęła parowozownię oraz zabytkowy tabor. Parowozownia była ostatnim obiektem w Europie, gdzie parowozy wykorzystywano do prowadzenia regularnych przewozów pasażerskich. 
Od 1 kwietnia 2014 roku ruch planowy prowadzony przez Parowozownię Wolsztyn był zawieszony. Prowadzone były tylko pociągi turystyczne oraz specjalne. Parowozami obsługiwany był dawniej ruch towarowy w kierunku Grodziska Wielkopolskiego i Konotopu. Na terenie parowozowni zachowane zostały zabytkowe parowozy oraz historyczne wagony pasażerskie. 29 czerwca 2016 roku przedstawiciele samorządu wojewódzkiego, powiatowego i miejskiego oraz PKP Cargo podpisali akt założycielski w sprawie utworzenia i funkcjonowania parowozowni jako instytucji kultury. Regularne przewozy pasażerskie zostały przywrócone 15 maja 2017 roku.

## Towarzystwo Przyjaciół Wolsztyńskiej Parowozowni
Towarzystwo Przyjaciół Wolsztyńskiej Parowozowni to stowarzyszenie miłośników kolei zarejestrowane w maju 2007 roku w Wolsztynie. Celem stowarzyszenia jest ochrona parowozowni oraz zabytkowego taboru kolejowego. Dodatkowo organizuje przejazdy pociągów retro prowadzonych wolsztyńskimi parowozami.

## Miss Świata Parowozów
Od 2004 roku w celu m.in. popularyzacji unikatowej na skalę światową czynnej parowozowni w Wolsztynie organizowane są coroczne konkursy piękności. Dotychczasowymi laureatkami były Żaneta Wyrwa (2004), 2005 – Marta Głuchowska, 2006 – Maja Gasińska, 2007 – Katarzyna Terlecka, 2008 – Emilia Kurzyńska, 2009 – Katarzyna Suberska, 2010 – Ewelina Kleszczyńska, 2011 – Patrycja Dorywalska
Miss Świata Parowozów z 2011 roku – Patrycja Dorywalska – wzięła udział w wyborach Miss Polonia 2012. Znalazła się w finałowej piątce konkursu.